# Eduard Alexandrowitsch Chrennikow

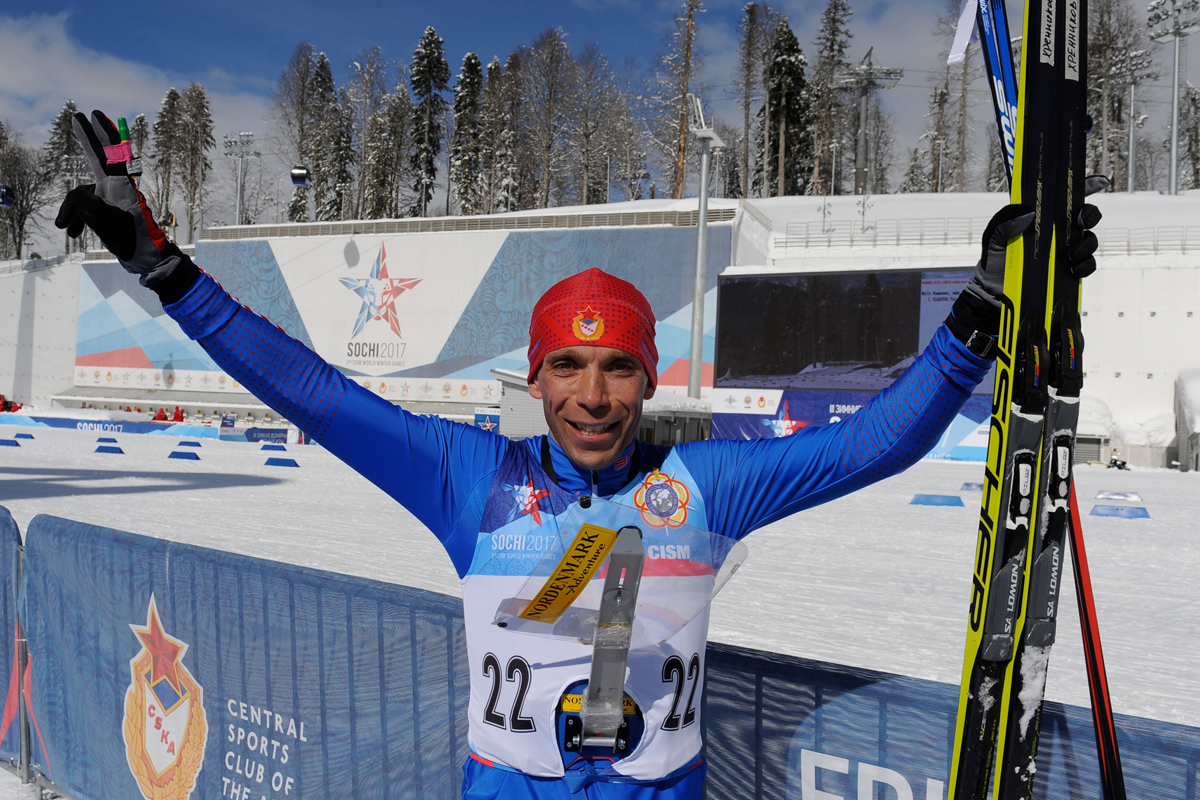
Eduard Chrennikow, 2017

Eduard Alexandrowitsch Chrennikow (russisch Эдуард Александрович Хренников; * 19. Mai 1973 in Ussolje-Sibirskoje) ist ein russischer Ski-Orientierungsläufer.
Chrennikow startete zwischen 1998 und 2009 bei allen sieben Weltmeisterschaften und gewann dabei 13 Goldmedaillen. Seinen ersten Erfolg feierte er 1998 in Windischgarsten mit der russischen Staffel bestehend aus Nikolai Bondar, Chrennikow, Wiktor Kortschagin und Wladislaw Kormtschikow. Dem russischen Team gelang es 2000 in Krasnojarsk den Titel mit der Aufstellung Andrei Gruzdew, Wiktor Kortschagin, Wladislaw Kormtschikow und Chrennikow zu verteidigen. Außerdem gewann Chrennikow mit Silber hinter dem Italiener Nicolò Corradini auf der kurzen Strecke seine erste Einzel-Medaille bei einer Weltmeisterschaft. 2002 wurde er in Borowez Weltmeister auf der Mitteldistanz sowie erneut mit der Staffel. Auch 2004, 2005 und 2007 sollte die russische Staffel siegreich bleiben. Einzelgold holte Chrennikow bei diesen Weltmeisterschaften zweimal auf der langen Strecke, zweimal auf der Mitteldistanz und zweimal im Sprint. Bei der Weltmeisterschaft 2007 gelang ihm dabei ein historischer Triumph: Chrennikow siegte in allen drei Einzelwettbewerben sowie mit der russischen Staffel. 2009 absolvierte er im japanischen Rusutsu seine letzte Weltmeisterschaft und gewann nochmal auf der Langdistanz Silber hinter seinem Landsmann Andrei Lamow.
Eduard Chrennikow war 2000, 2003, 2006 und 2011 Gesamt-Weltcupsieger und ist mehrfacher Europameister.

## Platzierungen
Weltmeisterschaften:

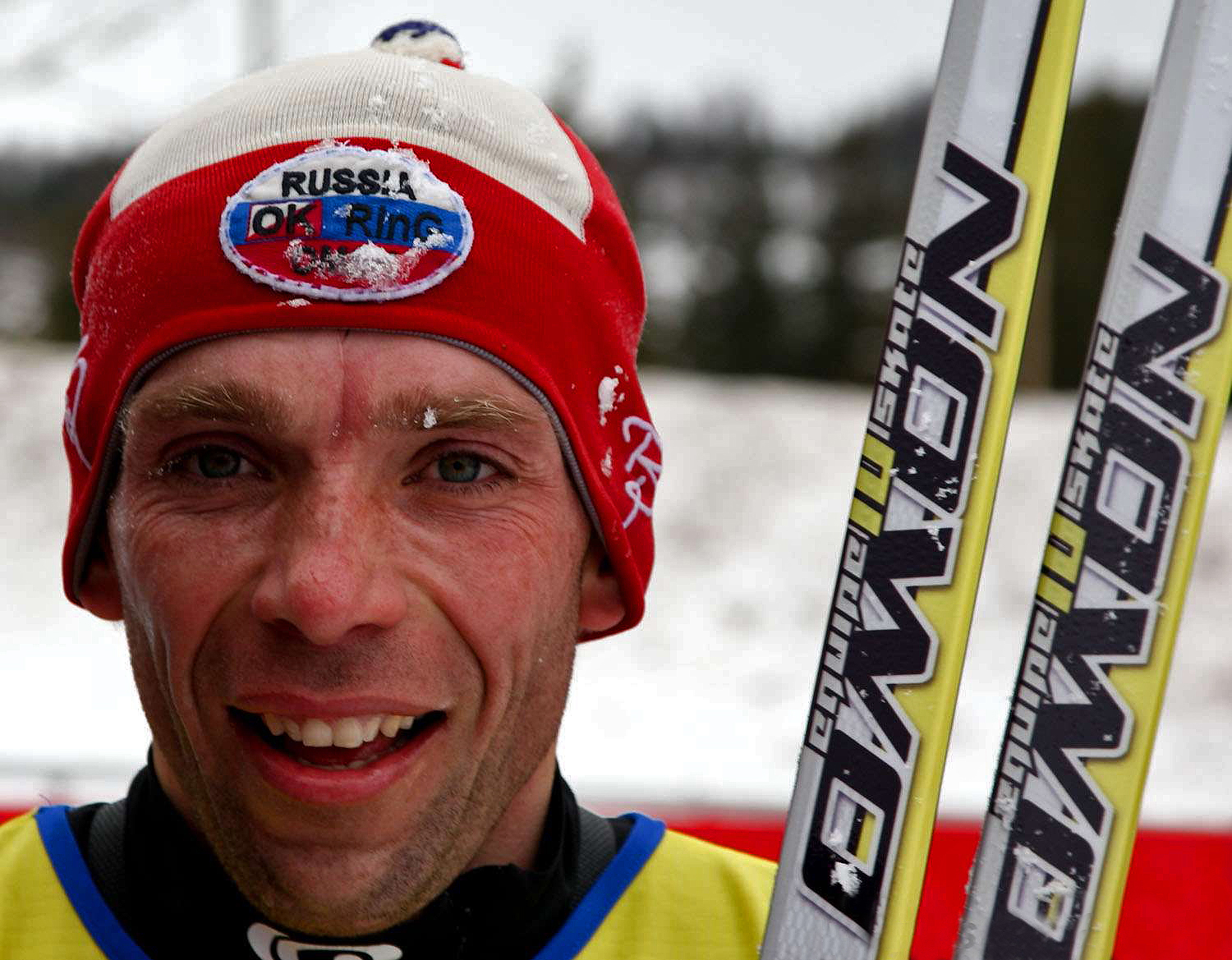
Eduard Chrennikow, 2010

- 1998: 15. Platz Kurz, 1. Platz Staffel
- 2000: 2. Platz Kurz, 5. Platz Lang, 1. Platz Staffel
- 2002: 5. Platz Sprint, 1. Platz Mittel, 2. Platz Lang, 1. Platz Staffel
- 2004: 1. Platz Sprint, 7. Platz Mittel, 1. Platz Lang, 1. Platz Staffel
- 2005: 4. Platz Sprint, 1. Platz Mittel, 3. Platz Lang, 1. Platz Staffel
- 2007: 1. Platz Sprint, 1. Platz Mittel, 1. Platz Lang, 1. Platz Staffel
- 2009: 12. Platz Sprint, 13. Platz Mittel, 2. Platz Lang

Europameisterschaften:
- 2003: 1. Platz Sprint, 2. Platz Mittel, 2. Platz Lang, 2. Platz Staffel
- 2006: ?. Platz Sprint, 2. Platz Mittel, 5. Platz Lang
- 2010: 1. Platz Sprint, 1. Platz Mittel, 2. Platz Lang, Staffel dsq.
- 2011: 10. Platz Sprint, 9. Platz Mittel, 4. Platz Lang, 1. Platz Staffel
- 2012: 3. Platz Sprint, 1. Platz Mittel, Lang n. b., 6. Platz Mixed-Staffel

Gesamt-Weltcup:
- Sieger 2000, 2003, 2006 und 2011
- Dritter 2001